# Jukka Turunen
Jukka Turunen (Kuopio, 29 januari 1964) is een voormalig profvoetballer uit Finland, die speelde als aanvaller gedurende zijn carrière. Hij beëindigde zijn actieve loopbaan in 1995 bij de Finse club Kings Kuopio.

## Interlandcarrière
Turunen kwam in totaal zeven keer (nul doelpunten) uit voor de nationale ploeg van Finland in de periode 1989–1992. Onder leiding van bondscoach Jukka Vakkila maakte hij zijn debuut op 22 oktober 1989 in de vriendschappelijke uitwedstrijd tegen Trinidad & Tobago in Port of Spain, net als Jari Litmanen (Lahden Reipas) en Jarmo Saastamoinen (FC Kuusysi). Hij verving Ari Valvee in de 55ste minuut van het duel dat eindigde in een 1-0-overwinning voor de Finnen door een doelpunt van Ismo Lius.

## Erelijst
KuPS Kuopio
- Beker van Finland

1989
 MyPa
- Beker van Finland

1992